# Calyptellopsis
Calyptellopsis is een monotypisch geslacht van schimmels behorend tot de familie Helotiaceae. Het bevat alleen Calyptellopsis reticulata.